# Malá Fatra Nationalpark
Malá Fatra Nationalpark (slovakisk: Národný park Malá Fatra) er en nationalpark i den nordlige del af Slovakiet, og en del af den lange bjergkæde Karpaterne.

## Beliggenhed
Parken ligger i den nordøstlige del af bjergkæden Malá Fatra; den del som kaldes Krivánska Malá Fatra.
(Den anden del af Malá Fatra (Lúčanská Malá Fatra), ligger mod sydvest på den anden siden af floden Váh).
Parkområdet var mellem 1967 og 1988 et beskyttet landskab. I 1988 blev nationalparken oprettet.
Arealet er på 226.3 km². Der til kommer en bufferzone på 232,62 km².

## Naturforhold
Parken er domineret af dalen Vrátna og bjergene som omkranser denne i en slags grydeform. Fra nordsiden kan man fra landsbyen Terchová følge den eneste vej ind i dalen. Nordsiden af bjergene er lavere end på sydsiden, men desto mere dramatiske. Her finder man bratte kalkstenklipper gennemskåret af små floder i dybe kløfter. Dalen og bjergsiderne er skovklædte (83 %), og mod syd rejser bjergene sig over trægrænsen til en lang ryg med høje toppe. Højeste top er Veľký Kriváň (1.709 moh.). Fra toppen her har man udsigt sydover mod Martin og bjergene Veľká Fatra, som trods navnet er lavere end Malá Fatra-bjergene .

## Flora og fauna
Af træer er bøg, fyr og gran de almindeligste. Dalen har områder som er kultiveret til enge med fårehold. Andre planter er f.eks aurikel.
Området har et rigt dyreliv og omfatter bl.a. bjørn, ulv, odder, los og kongeørn.

## Turisme
Dalen er godt besøgt hele året, og har et par skilifte som kan hjælpe de besøgende til toppene.